# Ixodes mitchelli
Ixodes mitchelli este o specie de căpușe din genul Ixodes, familia Ixodidae, descrisă de Kohls, Clifford și Harry Hoogstraal în anul 1970. Conform Catalogue of Life specia Ixodes mitchelli nu are subspecii cunoscute.